# Bandeira da província do Chubut
A Bandeira de Chubut é um dos símbolos oficiais da Província de Chubut, uma subdivisão da Argentina.  Foi adotada oficialmente em 6 de janeiro de 2005 através da lei provincial n° 5292. Previamente a província não possuia bandeira própria, quando era usada então apenas a bandeira nacional. A bandeira foi desenhada por Roxana Vanesa Jones, ganhadora do concurso de criação da bandeira de Chubut, que contou com a participação de mais de 180 trabalhos avaliados por um júri de especialistas na história provincial.

## Descrição
Seu desenho consiste em um retângulo de fundo azul celeste. No centro há uma engrenagem na cor azul, no centro da engrenagem há uma espiga de trigo na posição vertical e uma barragem em perspectiva oblíqua. Sobre a engrenagem há um sol nascente com 16 pontas.
No centro da bandeira há uma linha amarela na posição vertical que passa por trás da engrenagem. Na parte superior há uma linha branca em ziguezague com quatro picos. Na parte inferior há uma outra linha branca ondulada com quatro vales.

## Simbolismo
As cores da bandeira reproduzem as cores da bandeira nacional que são azul celeste, branco e amarelo. Isoladamente cada cor tem um significado determinado na lei de criação.
- Azul celeste - o céu e abeleza;
- Azul - a justiça, a lealdade e a verdade;
- Amarelo - a força, a vitalidade e o esplendor, além do trigo, a produção agrícola provincial e o sol;
- Branco - a pureza e afé.

Os diferentes elementos também possuem uma simbolismo previsto em lei:
- Engrenagem - simboliza a produção industrial;
- O sol nascente - é definido oficialmente como "un gran sol meridiano, estilizado, simétrico, cuyos rayos rígidos representan los quince (15) departamentos que integran la Provincia y son anuncio de un brillante porvenir";
- A espiga de trigo - representa a agricultura;
- A barragem representa o "Dique Florentino Ameghino", que simboliza a concretização dos esforços para dominar o Rio Chubut.
- A linha em ziguezague - representa a Cordilheira dos Andes;
- A linha ondulada - representa o Oceano atlântico;
- A linha amarela central - representa os rios da província, especialmente o rio Chubut. a linha também expressa as etapas históricas da organização política: o território nacional e a província.